# Thomas Franck
Thomas Franck (ur. 24 lutego 1971 w Heppenheim (Bergstraße)) – niemiecki piłkarz występujący na pozycji pomocnika.

## Kariera klubowa
Franck treningi rozpoczął jako junior w klubie FC Heppenheim. Potem przeszedł do juniorskiej ekipy zespołu Waldhof Mannheim. W 1988 roku został włączony do jego pierwszej drużyny, grającej w Bundeslidze. W tych rozgrywkach zadebiutował 12 maja 1989 roku w przegranym 3:4 meczu z VfB Stuttgart. 24 lutego 1990 roku w wygranym 4:0 spotkaniu z 1. FC Kaiserslautern, Franck strzelił 2 gole, które były jego pierwszymi w trakcie gry w Bundeslidze. W tym samym roku Franck spadł z klubem do 2. Bundeslidze. Wówczas odszedł z klubu.
Został zawodnikiem Borussii Dortmund, grającej w Bundeslidze. Pierwszy ligowy pojedynek zaliczył tam 8 sierpnia 1990 roku przeciwko VfB Stuttgart (0:3). W 1992 roku wywalczył z zespołem wicemistrzostwo Niemiec. Rok później dotarł z nim do finału Pucharu UEFA, gdzie Borussia przegrała jednak w dwumeczu z Juventusem Turyn. W 1995 roku oraz w 1996 roku Franck zdobył z klubem mistrzostwo Niemiec. W barwach Borussii rozegrał w sumie 104 ligowe spotkania i zdobył 2 bramki.
W 1996 roku odszedł do drugoligowego 1. FC Kaiserslautern. W 1997 roku awansował z nim do Bundesligi. W 1998 roku zdobył z zespołem mistrzostwo Niemiec. W tym samym roku Franck ponownie został graczem ekipy Waldhof Mannheim, grającej w Regionallidze. W 1999 roku awansował z klubem do 2. Bundesligi. W 2000 roku odszedł do SV Darmstadt 98 (Regionalliga). Potem grał w Germanii Pfungstadt, gdzie w 2004 roku zakończył karierę.

## Kariera reprezentacyjna
W latach 1990–1992 Franck rozegrał 7 spotkań i zdobył 1 bramkę w reprezentacji Niemiec U-21.